# قلعه اوکایاما
قلعه اوکایاما (به ژاپنی: 岡山城) یک قلعه ژاپنی در شهر اوکایاما در استان اوکایاما در ژاپن است.
ساخت و ساز قلعه اوکایاما در سال ۱۵۷۳ توسط اوکیتا نائوایه آغاز شد و سه سال بعد توسط پسر او اوکیتا هیده‌ایه در ۱۵۹۷، تکمیل شد. هیده‌ایه طرفدار خاندان تویوتومی در نبرد سکیگاهارا بود و پس از شکست در این نبرد، توسط خاندان توکوگاوا دستگیر شد و تبعید به زندان جزیره هاچیجوجیما فرستاده شد. این قلعه و اطراف آن به عنوان غنایم جنگی به کوبایاکاوا هیده‌آکی داده شد. کوبایاکاوا هیده‌آکی تنها دو سال بعد بدون وارث درگذشت، و قلعه به خاندان ایکدا واگذار شد و بعداً به عنوان یک باغ خصوصی به نام کوراکوئن درآمد.